# باشگاه فوتبال قیصریه‌اسپور
باشگاه فوتبال کایسری اسپور (به ترکی استانبولی: Kayserispor) باشگاه فوتبال ترکیه‌ای است که در سال ۱۹۷۵ با نام اولیه قیصریه ارکی‌اسپور و هم‌ اکنون در سوپر لیگ فوتبال ترکیه بازی می‌کند. ورزشگاه قادر هاس قیصریه، محل انجام بازی‌های خانگی این تیم می‌باشد.

## بازیکنان ایرانی
- حامد كاويانپور
- علی کریمی
- سید مجید حسینی

## افتخارات
جام حذفی فوتبال ترکیه
 ۰۸–۲۰۰۷
سوپر جام فوتبال ترکیه
 ۲۰۰۸